# Чолария, Лили Ивановна
Лили Ивановна Чолария (1921 год, село Пирвели-Бедиа, ССР Абхазия — неизвестно, село Бедиа, Очемчирский район, Абхазская АССР, Грузинская ССР) — колхозница колхоза имени Берия Пирвели-Бедийского сельсовета Очемчирского района, Абхазская АССР, Грузинская ССР. Герой Социалистического Труда (1950). Депутат Верховного Совета Грузинской ССР 4-го созыва.

## Биография
Родилась в 1921 году в крестьянской семье в селе Пирвели-Бедиа (ныне — Бедиа).
Окончила девять классов местной школы. С 1945 года трудилась на чайной плантации колхоза имени Берия Пирвели-Бедийского сельсовета (с 1953 года — колхоз «Ахали Цховреба») Очемчирского района.
В 1949 году собрала 6077 килограммов сортового зелёного чайного листа на участке площадью 0,5 гектара. Указом Президиума Верховного Совета СССР от 19 июля 1950 года удостоена звания Героя Социалистического Труда за «получение высоких урожаев сортового зелёного чайного листа и цитрусовых плодов в 1949 году» с вручением ордена Ленина и золотой медали «Серп и Молот» (№ 5221).
Этим же указом званием Героя Социалистического Труда была награждена труженица колхоза имени Берия Дания Коциевна Колбая.
Избиралась депутатом Верховного Совета Грузинской ССР 4-го созыва (1951—1955) и депутатом Очамчирского районного Совета народных депутатов.
После выхода на пенсию проживала в родном селе Бадиа. Дата смерти не установлена.